# 豊根村立豊根中学校
豊根村立豊根中学校（とよねそんりつ とよねちゅうがっこう）は、愛知県北設楽郡豊根村上黒川兎鹿嶋12-2にある公立中学校。学区は豊根村全域。

## 特色
長らく、全国的にも珍しく寄宿舎を併設する公立中学校であり、かつては全生徒が寄宿舎に宿泊していた（全寮制）。その当時、生徒は月曜から金曜までを寄宿舎で過ごし、休日は自宅で過ごしていた。寮の末期となる2019年6月からは水曜日を帰宅日とする試行を開始した。しかし、道路整備や行政支援が進んでスクールバスを無料で使えるようになったこと、生徒数が減少したこと、寮に宿泊しない生徒が増えたことなどを理由に、2020年3月をもって寮は閉鎖された。
豊根村立豊根小学校や豊根村立すぎのこ保育園との保小中連携教育を実施している。さらに、北設楽郡設楽町にある愛知県立田口高等学校との中高一貫教育を実施している。
豊根中学校はICT教育を推進しており、校内すべての教室にWi-Fi環境が構築され、生徒には1人1台タブレット端末が配布されている。また、3学年すべての教室に電子黒板が設置されている。。これらの取り組みが評価され、2018年（平成30年）1月15日には日本教育工学協会によって学校情報化優良校に認定された。愛知県内では9校目、三河地区では2校目である。2020年6月17日にはさらに認定が更新された。2020年5月には新型コロナウイルス感染症対策による臨時休業中、生徒の自宅にタブレット端末を持ち帰り、オンライン授業が行われた。現在は、毎日生徒がタブレット端末を自宅に持ち帰っている。

## 歴史
前身の学校
- 1947年（昭和22年） - 北設楽郡豊根村に豊根村立三沢中学校が開校。
- 1947年（昭和22年） - 豊根村立坂宇場中学校が開校。
- 1947年（昭和22年） - 〈旧〉豊根村立豊根中学校が開校。
- 1973年（昭和48年） - ３中学校が閉校。

豊根村立豊根中学校
- 1974年（昭和49年）4月1日 - 3校を統合して〈新〉豊根村立豊根中学校が開校。
- 1975年（昭和50年）4月 - 大入川を挟んだ場所に寄宿舎「志高寮」を設置。建設費は約2億円。こだま橋という吊り橋で中学校と寄宿舎を行き来する。
- 1976年（昭和51年） - 吹奏楽部が創設。
- 2015年（平成27年） - 豊根村立富山中学校を統合。
- 2020年（令和2年）3月 - 「志高寮」が閉鎖となる[3]。建物は地域生涯学習施設に転用される。
- 2020年（令和2年）4月 -  豊根中学校がコミュニティ・スクールになる。

## 生徒数の変遷
- 1974年（昭和49年） - 131人
- 1977年（昭和52年） - 104人
- 1987年（昭和62年） - 077人
- 1997年（平成09年） - 063人
- 2020年（令和02年） - 024人

## 部活動
- 駅伝部（全校）
- 弓道部
- 男子剣道部
- 女子卓球部

※スキー部（冬季希望者）は令和2年度より、社会体育のクラブチームに移行。
※吹奏楽部（全校）は平成30年度末をもって廃部。